# スティール (バスケットボール)
スティール（Steal）とは、バスケットボールにおいて、ディフェンスの選手がオフェンスの選手からボールを奪う行為のこと。オフェンスがドリブル中のときに手を出して奪ったり、またパスを出したときにボールをカット（パスカット）したときに起こる。スティールの際、ディフェンスはオフェンスの手や身体に触れてはならず、触れた場合はファウルとなる。ボールを「盗む」とも言われる。
スティールにはオフェンスの動きを予測したり、素早く動く反射神経を必要とする。前述のように、タイミングを間違えばファウルを犯すというリスクも発生する。また、スティールを狙って失敗したことによってスペースができたり、オフェンスに有利な状況を生みかねない。ボールを奪った選手には1スティールが記録され、奪われた選手にはターンオーバーが記録される（ターンオーバーを多く記録する選手は悪い評価に繋がる）。

## 技術的特徴
ディフェンス時のフットワークの良さと、粘り強いマークを基本にして、相手のドリブルやパスキャッチ、リバウンドの瞬間をタイミング良く狙うことによって、相手ボールを奪う。また相手のパスコースを読み、素早くカットする技術も必要とされる。また、チームプレーとしては、ダブルチームで、相手のボールをはたき落とす事や、パスコースを限定し、他のプレーヤーパスカットを狙う手法も必要である。スティールは、成功したときの効果は絶大だが、積極的すぎると、ファウルを犯したり、ディフェンスに思わぬ空きが生じるため、地道なディフェンスとのバランスを取ることが重要となる。

## 分類

### 技法による分類
ハンド・チェッキングでのスティール
ドリブル開始時のボールを狙って、すり抜けるように狙う。
リバウンドを取り着地した瞬間の相手のボールをはたき落とす。
ペネトレイションしてきた相手のボールをはたき落とす。
パスカットによるスティール
ロングパスのカットや、味方がダブルチームでディフェンスしている相手のパスをカットする。

### 状況による分類
ダブルチームによるスティール
ダブルチームでディフェンスして相手の動きを規制しボールをはたき落とす。あるいはヘルドボールに持ち込む。
味方がダブルチームでディフェンスしている相手のパスをカットする。
速攻時のドリブルチェックによるスティール
ドリブルボールが浮いたところを狙って叩き出す。

## スティールに関わる反則
ハッキング、ホールディング、アウトオブバウンズなど

## NBAにおける記録
スティールの記録が始まったのは1973-74シーズンからである。これまでの1試合最多スティールはケンドール・ギル（1999年）とラリー・キノン（1976年）が記録した11スティール。シーズン最多スティールは1985-86シーズンのアルヴィン・ロバートソンによる301スティール。通算最多はジョン・ストックトンの3,265スティール。連続試合記録はクリス・ポールの108試合連続スティール。
基本的な傾向としてはNBAにおいても、長身選手よりも背が低く、また素早い動きの選手がスティールを得意にする。しかし例外も多く、リック・バリーは201cmのフォワードでありながら1974-75シーズンに1試合平均1.99スティールを記録した。またNBAにおける偉大なセンタープレイヤーの1人と評価されるアキーム・オラジュワンも全盛期には平均2スティール以上を記録している。

## NBA歴代スティールランキング
| Rank | プレーヤー               | Player               | Game  | SPG  | Total_STL |
| ---- | ------------------------ | -------------------- | ----- | ---- | --------- |
| 1    | ジョン・ストックトン     | John Stockton        | 1,504 | 2.17 | 3,265     |
| 2    | ジェイソン・キッド       | Jason Kidd           | 1,391 | 1.93 | 2,684     |
| 3    | マイケル・ジョーダン     | Michael Jordan       | 1,072 | 2.35 | 2,514     |
| 4    | ゲイリー・ペイトン       | Gary Payton          | 1,335 | 1.83 | 2,445     |
| 5    | モーリス・チークス       | Maurice Cheeks       | 1,101 | 2.1  | 2,310     |
| 6    | スコッティ・ピッペン     | Scottie Pippen       | 1,178 | 1.96 | 2,307     |
| 7    | クライド・ドレクスラー   | Clyde Drexler        | 1,086 | 2.03 | 2,207     |
| 8    | アキーム・オラジュワン   | Hakeem Olajuwon      | 1,238 | 1.75 | 2,162     |
| 9    | アルビン・ロバートソン   | Alvin Robertson      | 779   | 2.71 | 2,112     |
| 10   | カール・マローン         | Karl Malone          | 1,476 | 1.41 | 2,085     |
| 11   | ムーキー・ブレイロック   | Mookie Blaylock      | 889   | 2.33 | 2,075     |
| 12   | アレン・アイバーソン     | Allen Iverson        | 914   | 2.17 | 1,983     |
| 13   | デレック・ハーパー       | Derek Harper         | 1,199 | 1.63 | 1,957     |
| 14   | コービー・ブライアント   | Kobe Bryant          | 1,280 | 1.47 | 1,882     |
| 15   | アイザイア・トーマス     | Isiah Thomas         | 979   | 1.9  | 1,861     |
| 16   | ケビン・ガーネット       | Kevin Garnett        | 1,424 | 1.29 | 1,831     |
| 17   | ショーン・マリオン       | Shawn Marion         | 1,163 | 1.51 | 1,759     |
| 18   | マジック・ジョンソン     | Earvin Magic Johnson | 906   | 1.9  | 1,724     |
| 19   | ロン・ハーパー           | Ron Harper           | 1,009 | 1.7  | 1,716     |
| 20   | ポール・ピアース         | Paul Pierce          | 1,250 | 2.22 | 1,666     |
| 21   | メッタ・ワールド・ピース | Metta World Peace    | 931   | 1.37 | 1,715     |
| 22   | ファット・リーバー       | Fat Lever            | 752   | 1.81 | 1,689     |
| 23   | チャールズ・バークレー   | Charles Barkley      | 1,073 | 1.54 | 1,648     |
| 24   | クリス・ポール           | Chris Paul           | 931   | 1.37 | 1,715     |
| 25   | ガス・ウィリアムズ       | Gus Williams         | 825   | 1.99 | 1,638     |
| 26   | ハーシー・ホーキンス     | Hersey Hawkins       | 983   | 1.65 | 1,622     |
| 27   | エディー・ジョーンズ     | Eddie Jones          | 954   | 1.7  | 1,620     |
| 28   | ロッド・ストリックランド | Rod Strickland       | 1,094 | 1.48 | 1,616     |
| 29   | マーク・ジャクソン       | Mark Jackson         | 1,296 | 1.24 | 1,608     |
| 30   | テリー・ポーター         | Terry Porter         | 1,274 | 1.24 | 1,583     |

| Rank | プレーヤー                     | Player                 | Game  | Total_STL | SPG  |
| ---- | ------------------------------ | ---------------------- | ----- | --------- | ---- |
| 1    | アルビン・ロバートソン         | Alvin Robertson        | 779   | 2,112     | 2.71 |
| 2    | マイケル・レイ・リチャードソン | Micheal Ray Richardson | 556   | 1,463     | 2.63 |
| 3    | ジェリー・ウェスト             | Jerry West             | 932   | 81        | 2.61 |
| 4    | クリス・ポール                 | Chris Paul             | 699   | 1,641     | 2.35 |
| 5    | マイケル・ジョーダン           | Michael Jordan         | 1,072 | 2,514     | 2.35 |
| 6    | ムーキー・ブレイロック         | Mookie Blaylock        | 889   | 2,075     | 2.33 |
| 7    | ファット・リーバー             | Fat Lever              | 752   | 1,666     | 2.22 |
| 8    | スリック・ワッツ               | Slick Watts            | 437   | 961       | 2.20 |
| 9    | アレン・アイバーソン           | Allen Iverson          | 914   | 1,983     | 2.17 |
| 9    | ジョン・ストックトン           | John Stockton          | 1,504 | 3,265     | 2.17 |
| 11   | ジェリー・スローン             | Jerry Sloan            | 755   | 381       | 2.15 |
| 12   | モーリス・チークス             | Maurice Cheeks         | 1,101 | 2,310     | 2.10 |
| 13   | クライド・ドレクスラー         | Clyde Drexler          | 1,086 | 2,207     | 2.03 |
| 14   | ガス・ウィリアムズ             | Gus Williams           | 825   | 1,638     | 1.99 |
| 14   | リック・バリー                 | Rick Barry             | 794   | 1,104     | 1.99 |
| 16   | ジョニー・ムーア               | Johnny Moore           | 520   | 1,017     | 1.96 |
| 16   | スコッティ・ピッペン           | Scottie Pippen         | 1,178 | 2,307     | 1.96 |
| 18   | ロン・リー                     | Ron Lee                | 448   | 869       | 1.94 |
| 18   | ネイト・マクミラン             | Nate McMillan          | 796   | 1,544     | 1.94 |
| 20   | ジェイソン・キッド             | Jason Kidd             | 1,391 | 2,684     | 1.93 |
| 21   | アイザイア・トーマス           | Isiah Thomas           | 979   | 1,861     | 1.90 |
| 21   | ウォルト・フレイジャー         | Walt Frazier           | 825   | 681       | 1.90 |
| 21   | マジック・ジョンソン           | Earvin Magic Johnson   | 906   | 1,724     | 1.90 |
| 24   | ダグ・クリスティー             | Doug Christie          | 827   | 1,555     | 1.88 |
| 25   | クイン・バックナー             | Quinn Buckner          | 719   | 1,337     | 1.86 |
| 26   | マイク・ゲール                 | Mike Gale              | 453   | 840       | 1.85 |
| 27   | バロン・デイビス               | Baron Davis            | 835   | 1,530     | 1.83 |
| 27   | ゲイリー・ペイトン             | Gary Payton            | 1,335 | 2,445     | 1.83 |
| 29   | レイ・ウィリアムズ             | Ray Williams           | 655   | 1,198     | 1.83 |
| 30   | エディ・ジョーダン             | Eddie Jordan           | 420   | 766       | 1.82 |

## 脚註
1. ↑  All Time Statistical Leaders -Total Steals-
2. ↑  All Time Statistical Leaders - Steal per Game-